# لیرا لین
لیرا لین (انگلیسی: Lera Lynn) خواننده، ترانه‌سرا، موسیقی‌دان و هنرپیشهٔ آمریکایی است. او بیشتر در سبک‌های ایندی و امریکانا فعالیت می‌کند و از سال ۲۰۱۱ تا ۲۰۱۶ پنج آلبوم منتشر کرده‌است. لیرا لین در ساخت موسیقی فصل دوم سریال کارآگاه حقیقی نیز مشارکت داشته‌است.